# Мякишево (Калязинский район)
Мякишево — деревня в Калязинском районе Тверской области. Входит в состав Старобисловского сельского поселения.

## География
Находится в юго-восточной части Тверской области на расстоянии приблизительно 23 км на юг-юго-восток по прямой от районного центра города Калязин на правом берегу реки Нерль.

## История
Была отмечена на карте 1825 года. В 1859 году здесь (тогда деревня Калязинского уезда Тверской губернии) было учтено 23 двора, в 1978 — 41.

## Население
Численность населения: 162 человека (1859 год), 24 (русские 100 %) в 2002 году, 14 в 2010.